# Bolko V. (Oppeln)
Bolko V. (auch Boleslaus V. von Oppeln, Boleslaw V. von Oppeln; polnisch Bolko V opolski; tschechisch Boleslav V. Opolský; * um 1400; † 29. Mai 1460) war 1437–1460 Herzog von Oppeln und 1425–1460 Herzog von Klein Glogau, sowie 1455–1460 Herzog von Falkenberg und Strehlitz. Als Anhänger der Hussiten beteiligte er sich an deren Überfällen in Schlesien.

## Familie und Herkunft
Bolko entstammte dem Oppelner Zweig der Schlesischen Piasten. Er war der erstgeborene Sohn des gleichnamigen Herzogs Bolko IV. und der Margaretha von Görz. 
Um 1418 vermählte er sich mit Elisabeth, einer Tochter der Elisabeth von Pilitza aus deren Ehe mit Wincenty Granowski. Dieser Ehe entstammte Bolkos einziger Sohn Wenzel, der um 1453 starb. Nachdem die Ehe mit Elisabeth um 1450 gelöst wurde, heiratete Bolko ein Jahr später Hedwig, Tochter des Heinrich von Biese.

## Leben
Bereits 1425 übertrug ihm sein Vater das Gebiet von Klein Glogau, so dass Bolko V. nachfolgend als Herzog von Oppeln und Herr auf Klein Glogau und Prudnik titulierte. Als am 13. März 1428 ein Hussitenheer Klein Glogau stürmte, gelang es Bolko, mit einem Vertrag dieses sowie das Gebiet seines Vaters vor weiteren Überfällen zu schützen. Anschließend ging er zu den Hussiten über und beschlagnahmte Kirchengut. Dem Kollegiatstift in Klein Glogau (Oberglogau) hielt er dessen Einnahmen vor. Als in der ersten Märzhälfte 1430 Dobeslaus Puchala und Siegmund Koribut, ein Neffe des Litauerfürsten Witold, mit einer polnischen Truppe in Oberschlesien einfielen, schloss sich ihnen Bolko V. als einziger schlesischer Fürst an. Zusammen mit Puchala eroberte er Kreuzburg und belagerte weitere schlesische Städte. Nachdem im März 1433 die Hussiten bei einem Raubzug in das Waagtal Rybnik einnahmen, übergaben sie es Bolko V., dem es zwei Monate später der Troppauer Herzog Nikolaus V. wieder abnahm. Dem im September 1433 geschlossenen Friedensbund (Landfrieden) trat Bolko als einziger schlesischer Fürst nicht bei. Zudem weigerte er sich, Kaiser Sigismund als böhmischen König anzuerkennen.
Nach dem Tod seines Vaters 1437 übernahm Bolko zusammen mit seinen Brüdern Johann, der zwei Jahre später starb und Nikolaus I. die Regentschaft über das Herzogtum Oppeln. 1443 protestierte Bolko gegen den Verkauf des Herzogtums Sewerien durch den Teschener Herzog Wenzel I. an den Krakauer Bischof Zbigniew Oleśnicki, da er der Ansicht war, dass ihm Sewerien erbrechtlich zustehe. Wie der Taborit Jan Kolda von Žampach und der Glatzer Pfandherr Hynek Kruschina von Lichtenburg wandte sich auch Bolko V. ab den 1440er Jahren dem Raubrittertum zu und verübte Überfälle auf Waren- und Kaufmannszüge. 
Nach 1454 erwarb Bolko von Herzog Ernst den Zwei-Drittel-Anteil des Herzogtums Troppau, den dieser als Vormund der Kinder seines 1452 verstorbenen älteren Bruders Wilhelm verwaltete. Dem Schlesischen Bund aus Fürsten und mehreren Städten, der am 16. April 1458 in Anwesenheit böhmischer Vertreter in Breslau tagte, trat er nicht bei. Der Bund lehnte das böhmische Wahlkönigtum ab und wollte außerdem die Wahl Georg von Podiebrads, als einem nicht rechtgläubigen König, nicht anerkennen. Demgegenüber bekannte sich Bolko als ein Anhänger König Georgs. 
Da Bolko ohne Nachkommen starb, folgte ihm sein einziger noch lebender Bruder Nikolaus I., der die Oppelner Linie fortsetzte. Er musste den von Bolko V. erworbenen Anteil von Troppau an König Georg von Podiebrad abtreten, der dadurch seinen Einfluss in Mähren und Oberschlesien stärken konnte.